# ベラ・クライナ地方
ベラ・クライナ地方（スロベニア語：Bela krajina、英語：White Carniola）は、スロベニアの南東に位置する伝統的な地方であり、行政単位としての意味は持たない。クロアチアと国境を接する。
「ベラ・クライナ」とは「白い辺境」を意味するスロベニア語である。
よくドレンスカ地方の一部分として扱われるが、独自の文化的特徴を持つため個別の一地方としても扱われる。
この地方の主な都市はメトリカ、チェルノメリ、セミチそしてメトリカであり、そしてコルパ川が流れている。カバノキで覆われた低い丘と、高級ワインで有名である。